# Trasadingen (przystanek kolejowy)
Trasadingen – przystanek kolejowy w Trasadingen, w kantonie Szafuza, w Szwajcarii. Między stacją Erzingen a przystankiem Trasadingen linię kolejową przecina granica niemiecko-szwajcarska.

## Połączenia
Na stacji zatrzymują się pociągi osobowe Schweizerische Bundesbahnen i Deutsche Bahn.
Połączenia bezpośrednie (stacje końcowe):
- Erzingen
- Singen (Hohentwiel)
- Szafuza
- Waldshut-Tiengen

| Trasadingen               |  |                                     |
| Linia Hochrhein           |  |                                     |
| Erzingenodległość: 0,6 km |  | Wilchingen-Hallau odległość: 2,7 km |